# 青森県道183号富野大沢内停車場線
青森県道183号富野大沢内停車場線（あおもりけんどう183ごう とみのおおざわないていしゃじょうせん）は、青森県北津軽郡中泊町を通る一般県道である。

## 概要
中泊町富野で青森県道197号神原中里線から東へ分岐し、中泊町大沢内で津軽鉄道線と交差したのちに大沢内駅付近で青森県道102号大沢内停車場線に合流して大沢内駅で終点となる。

### 路線データ
- 起点：北津軽郡中泊町大字富野[1]
- 終点：大沢内停車場[1]

## 歴史
- 1961年（昭和36年）2月10日 - 県道に認定される[1]。

## 路線状況

### 重複区間
- 青森県道102号大沢内停車場線：（北津軽郡中泊町大沢内 地内）

## 地理

### 交差する道路
- 青森県道197号神原中里線（北津軽郡中泊町大字富野、起点）
- 五所川原広域農道（通称・米マイロード）
- 青森県道102号大沢内停車場線（北津軽郡中泊町大沢内）

### 沿線の施設
- つがるにしきた農業協同組合 武田支店
- 津軽鉄道津軽鉄道線 大沢内駅